# Anna-Seiler-Brunnen

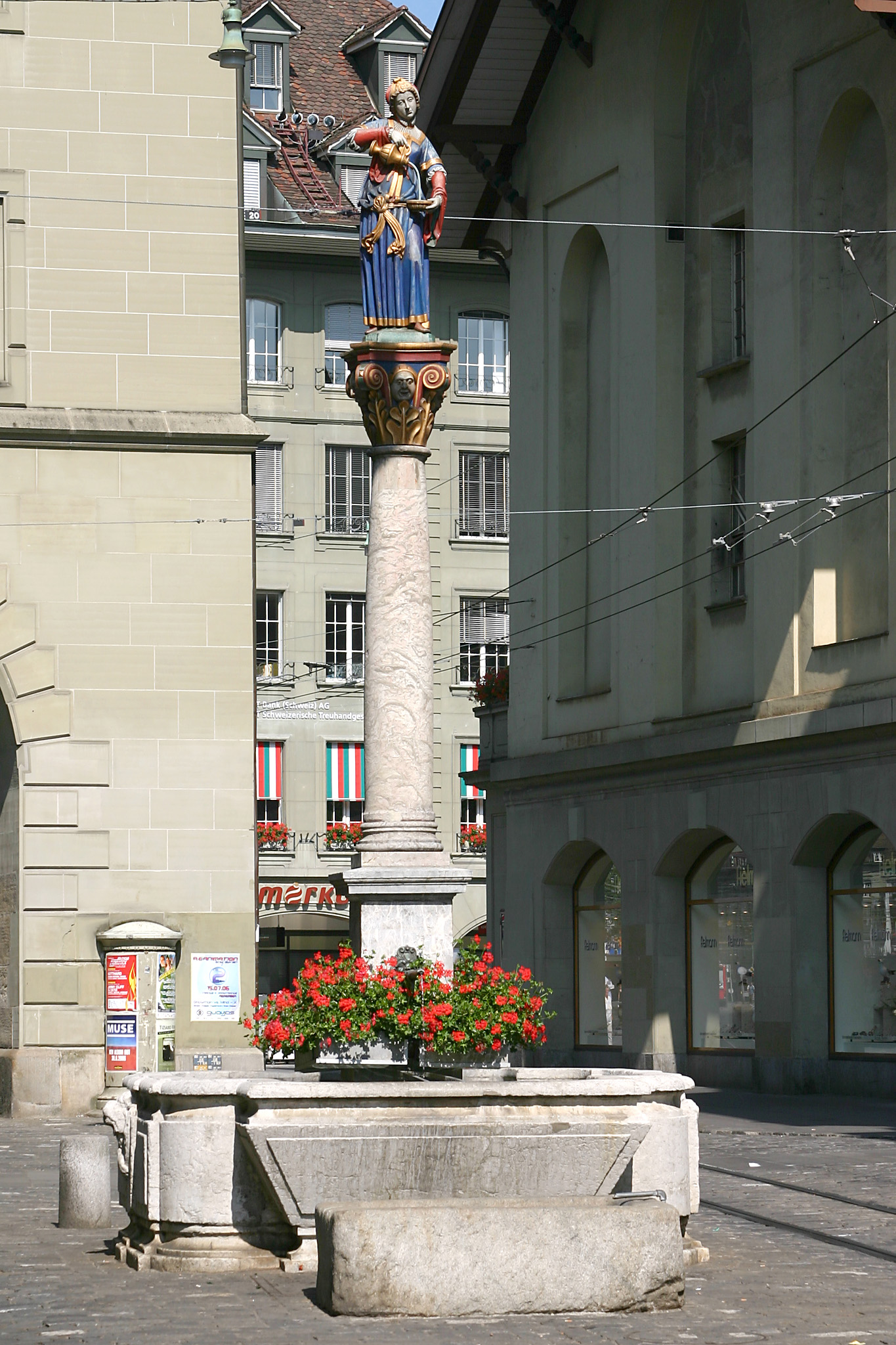
Der Anna-Seiler-Brunnen (Bild 2006)

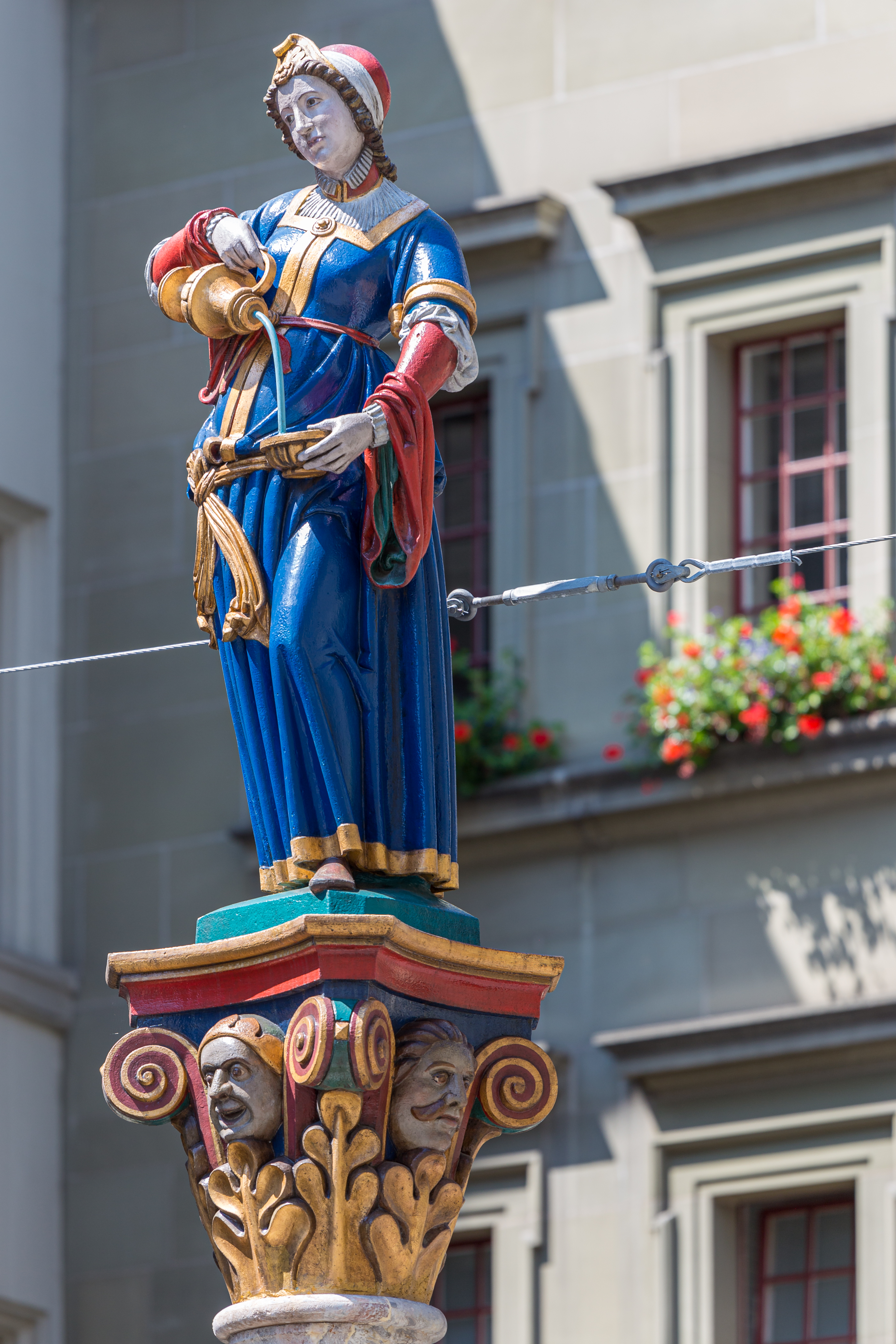
Brunnenfigur Anna Seiler (Bild 2014)

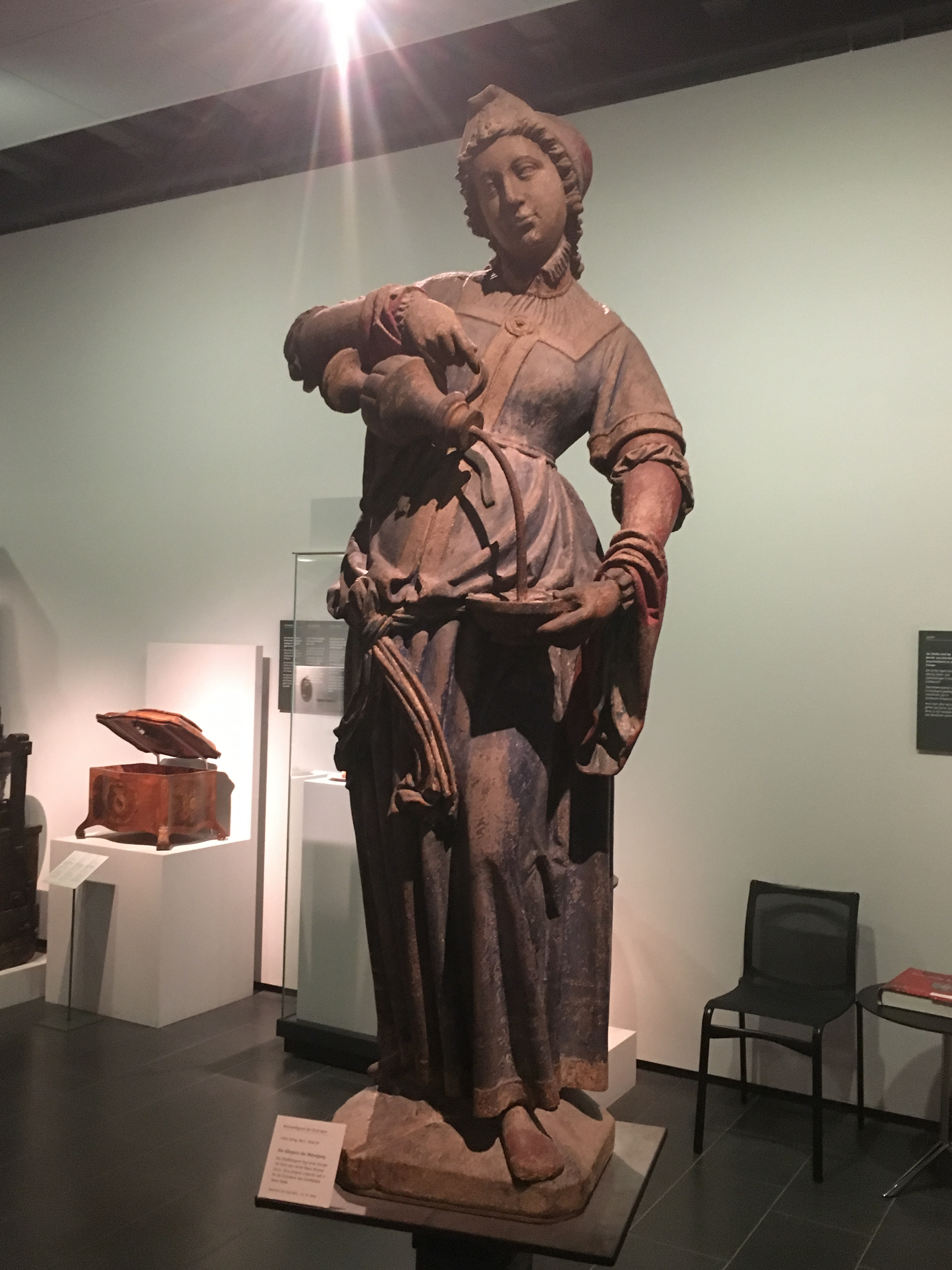
Original Temperantia im Bernischen Historischen Museum (Bild 2017)

Der sogenannte Anna-Seiler-Brunnen (auch Seilerbrunnen, eigtl. Kefibrunnen) steht in der Marktgasse vor dem Käfigturm und gehört zur Hauptgruppe der Figurenbrunnen des 16. Jahrhunderts in der Altstadt von Bern, Schweiz.

## Geschichte
Der Brunnen wurde 1545/46 als Ersatz für einen Brunnen aus dem 14. Jahrhundert errichtet. Die Brunnenfigur zeigt eine Frauengestalt, die in der einen Hand eine Schale hält und mit der anderen Hand aus einem Krüglein Wasser hineingiesst. Sie stammt aus der Werkstatt von Hans Gieng und versinnbildlicht vermutlich die Kardinaltugend der Mässigung; was den bis ins 19. Jahrhundert verwendeten Namen Temperantia-Brunnen erklären würde. Da der Brunnen in der Nähe des Käfigturmes steht, der früher als Gefängnis diente, nannte man ihn ursprünglich by der Gefangenschaft oder Kefibrunnen (nach Chefi, dem berndeutschen Wort für Gefängnis).
Der heute geläufige Name geht auf Karl Howald zurück. Er wollte im Standbild Anna Seiler erkennen, die 1354 in Bern ein Hospital stiftete. Dieses wurde später Inselspital genannt, und so heisst heute noch das Universitätsspital in Bern.
Die Temperantia wurde 1962 durch eine Kopie von Werner Dubi ersetzt. Das 1967 restaurierte Original ist im Historischen Museum ausgestellt. 
2013 wurde der Brunnen saniert. Die Kopie der Statue wurde 2020 restauriert.

## Trinkwasser
Das Trinkwassernetz von Energie Wasser Bern (ewb) versorgt den Brunnen mit Trinkwasser, dessen Qualität regelmässig überprüft wird.